# Zenkeria
Pour les articles homonymes, voir Zenkeria (insecte).
Genre
Zenkeria  est un genre de plantes monocotylédones de la famille des Poaceae (graminées), sous-famille des Pooideae, originaire de l'Asie du Sud, qui comprend cinq espèces.
Ce sont des plantes herbacées vivaces, aux tiges (chaumes) décombantes, pouvant de 60 à 130 cm de long, et s'enracinant au niveau des nœuds inférieurs. L'inflorescence est une panicule ouverte.
ÉtymologieLe nom générique « Zenkeria » est un hommage au botaniste allemand Jonathan Carl Zenker (1799–1837).
Ne pas confondre avec 
- Zenkeria Rchb. (1841), synonyme de Parmentiera DC (Bignoniaceae)
- Zenkeria Arn. (1838), synonyme de Apuleia Mart. (Fabaceae).
- Zenkeria Karsch, 1895, insecte hétéroptère (punaise) de la famille des Coreidae.

## Liste d'espèces
Selon World Checklist of Selected Plant Families (WCSP) (8 juillet 2017) :
- Zenkeria elegans Trin. (1837)
- Zenkeria jainii N.C.Nair, Sreek. & V.J.Nair (1981)
- Zenkeria obtusiflora (Thwaites) Benth., J. Linn. Soc. (1881)
- Zenkeria sebastinei A.N.Henry & Chandrab. (1973 publ. 1976)
- Zenkeria stapfii Henrard (1921)